# Murano Tōgo

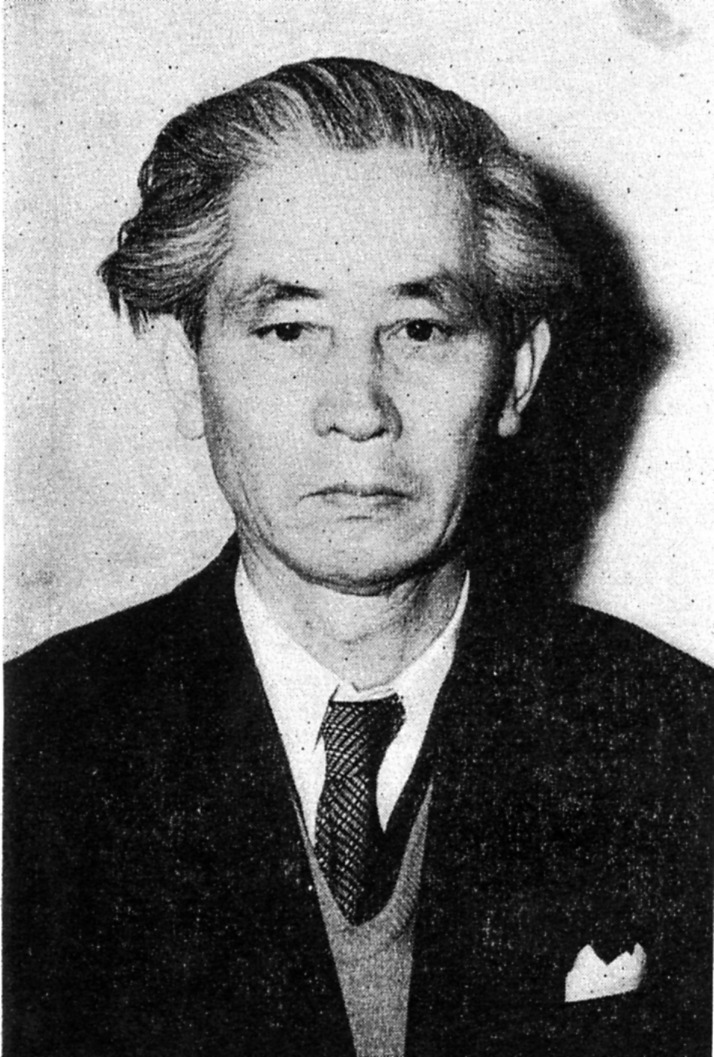
Murano Tōgo, 1954

Murano Tōgo (japanisch 村野 藤吾; geboren am 15. Mai 1891 in der Präfektur Saga; gestorben am 26. November 1984) war ein japanischer Architekt der Taishō- und Shōwa-Zeit.

## Leben und Werk
Murano Tōgo machte 1918 seinen Abschluss am Department für Architektur der Waseda-Universität, verließ aber das bürokratisch gesinnte Tōkyō und begann seine Karriere im Kansai-Gebiet. Dort arbeitete er über zehn Jahre in einem Architektur-Büro, das auf den älteren, eklektischen Stil spezialisiert war, suchte aber gleichzeitig nach einem der modernen Zeit angepassten eigenen Weg. Diese Anstrengungen in seinen frühen Jahren halfen ihm, den materialgerechten, reifen Stil zu entwickeln, für den er dann bekannt wurde. Nachdem Murano 1929 sein eigenes Büro eröffnet hatte, entwarf er eine Reihe von Bauten, die sich stark von den Hauptlinien der Zeit unterschieden. Diese Arbeiten, zu denen 1931 das Geschäftsgebäude in Tōkyō der Firma Morigo Shōten (盛吾商店) und 1937 das Bürgerhaus der Stadt Ube (宇部市民間 Ube Shiminkan) gehören, zählen heute zu den wichtigsten Arbeiten innerhalb der modernen japanischen Architektur. 1933 baute Murano auf Veranlassung des ehemaligen Premier Kiyoura Keigo und des deutschen Botschafters Ernst Arthur Voretzsch das Deutsche Kulturinstitut (独逸文化研究所 Doitsu Bunka Kenkyūjo) in Kyoto. Es wurde später durch einen Nachfolgebau ersetzt.
1949 schloss sich Murano mit dem Architekten Mori zusammen und firmierte als „Murano & Mori“. Zu den Nachkriegsschöpfungen gehören die Studentenhalle für die Kansai-Universität 1952, die Kathedrale zur Erinnerung an den Weltfrieden (広島世界平和記念聖堂 Hiroshima Sekai Heiwa Kinen Seidō) 1953, die mit dem Preis des japanischen Gesellschaft für Architektur (日本建築学会 Nihon Kenchiku Gakkai) ausgezeichnet wurde, das „Nihon Seimei Hibiya Building“ (日本生命日比谷ビルヂング) 1963 und das „Japan Lutheran College“ (ルーテル学院大学). – Seine Wohngebäude im Sukiya-Stil sind ebenfalls berühmt.
1967 wurde Murano als Person mit besonderen kulturellen Verdiensten ausgezeichnet und erhielt im selben Jahr den Kulturorden. 1970 wurde er Ehrenmitglied des American Institute of Architects, erhielt 1972 den Architekturpreis der „Japanischen Gesellschaft für Architektur“ (日本建築学会建築大賞) für seine Raststätte im Hakone-Arboretum (箱根樹木園休息所 Hakone Jumokuen Kyūsokujo), ein Ensemble aus strohgedeckten runden Hütten. 1973 erhielt Murano die Ehrendoktorwürde der Waseda-Universität und 1977 einen Preis für das Koyama-Keizō-Kunstmuseum (小山敬三美術館) in Komoro.
Murano ist als Architekt länger aktiv gewesen, als irgendeiner seiner japanischen Zeitgenossen. Mit dem „Murano-Tōgo-Preis“ (村野藤吾賞) wird seit 1988 jährlich ein Gebäude ausgezeichnet.

## Bilder

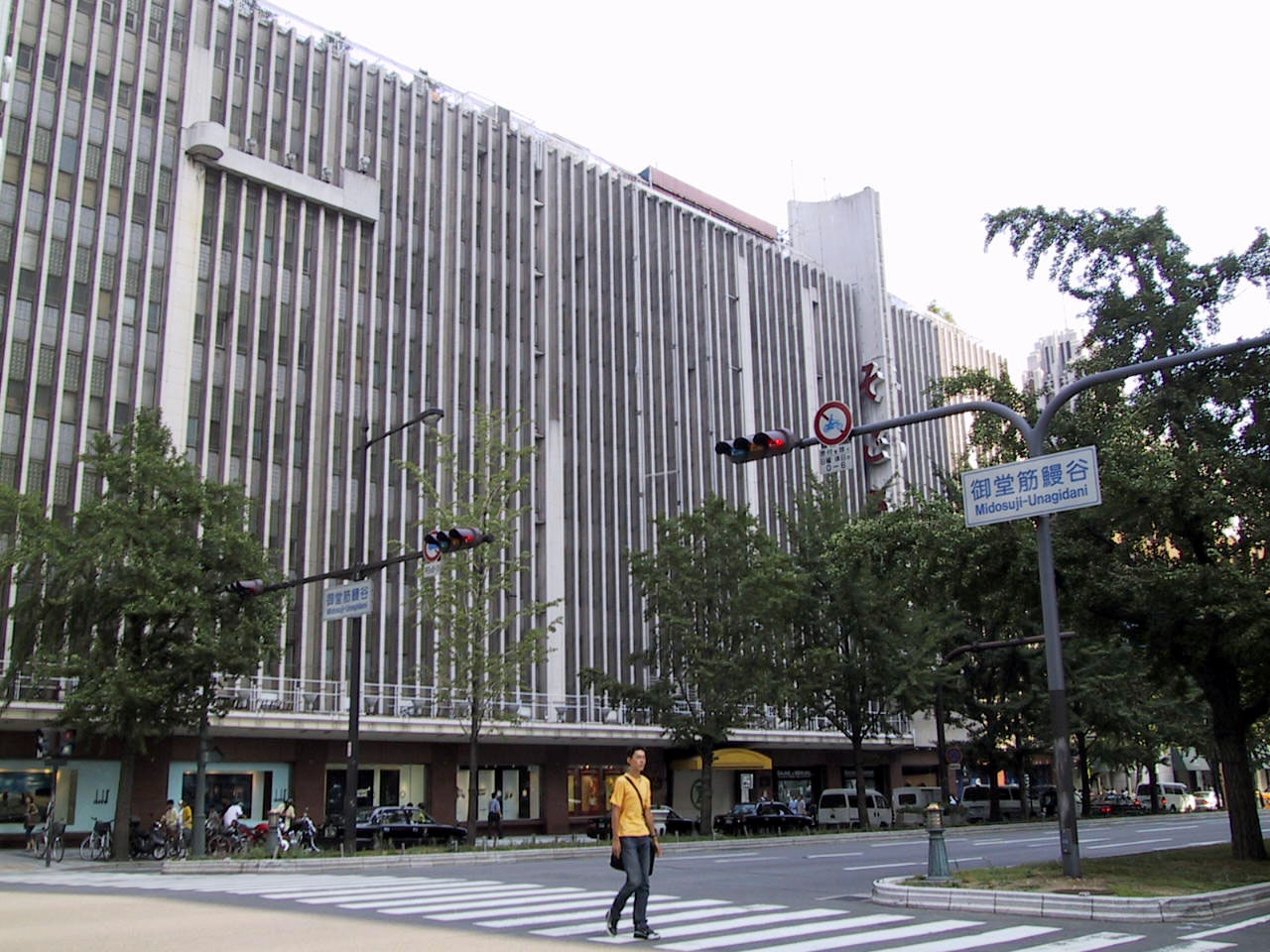
Sogô Osaka, 1935
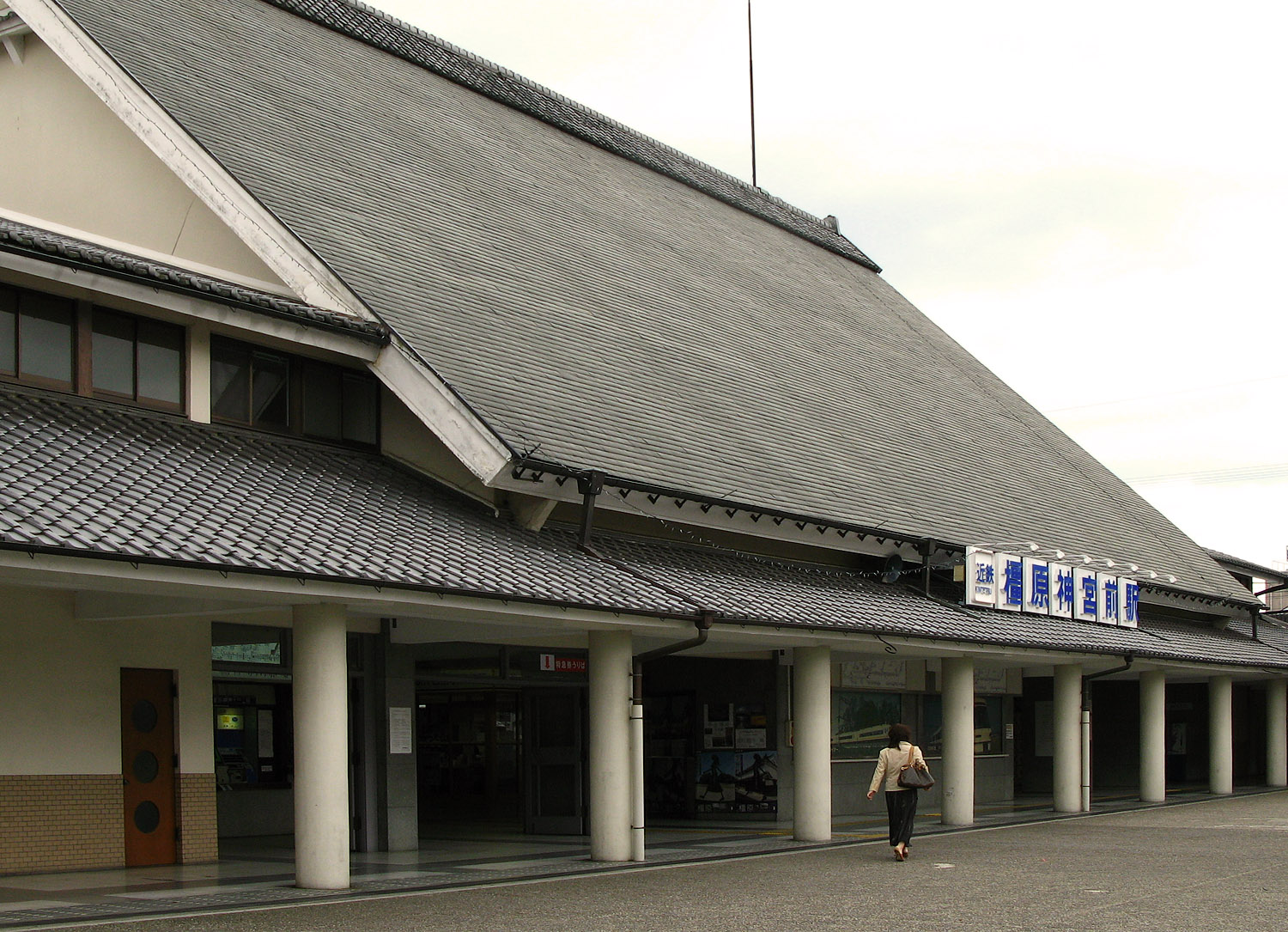
Kashihara Bahnhof, 1940
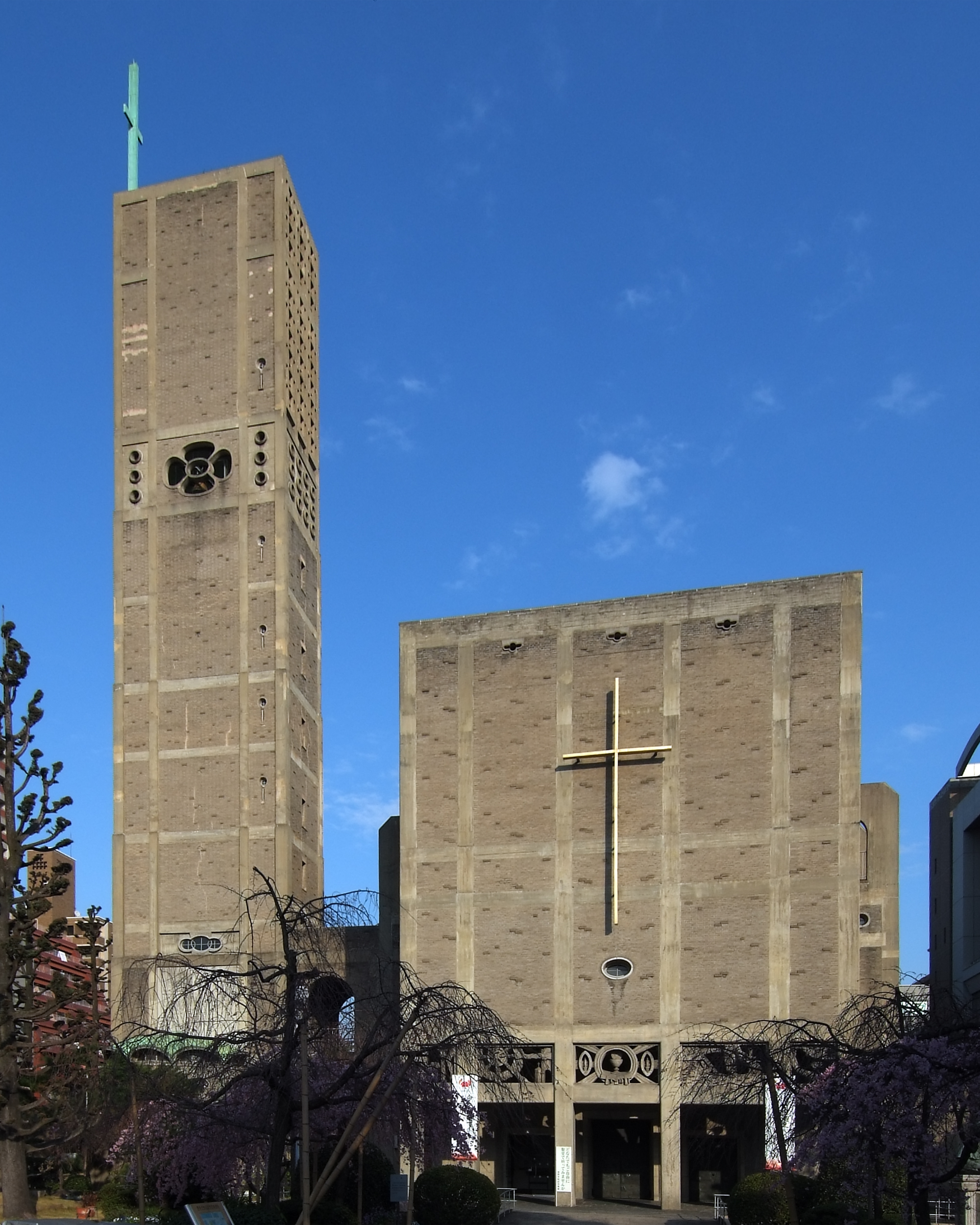
Weltfriedens- kirche, 1953
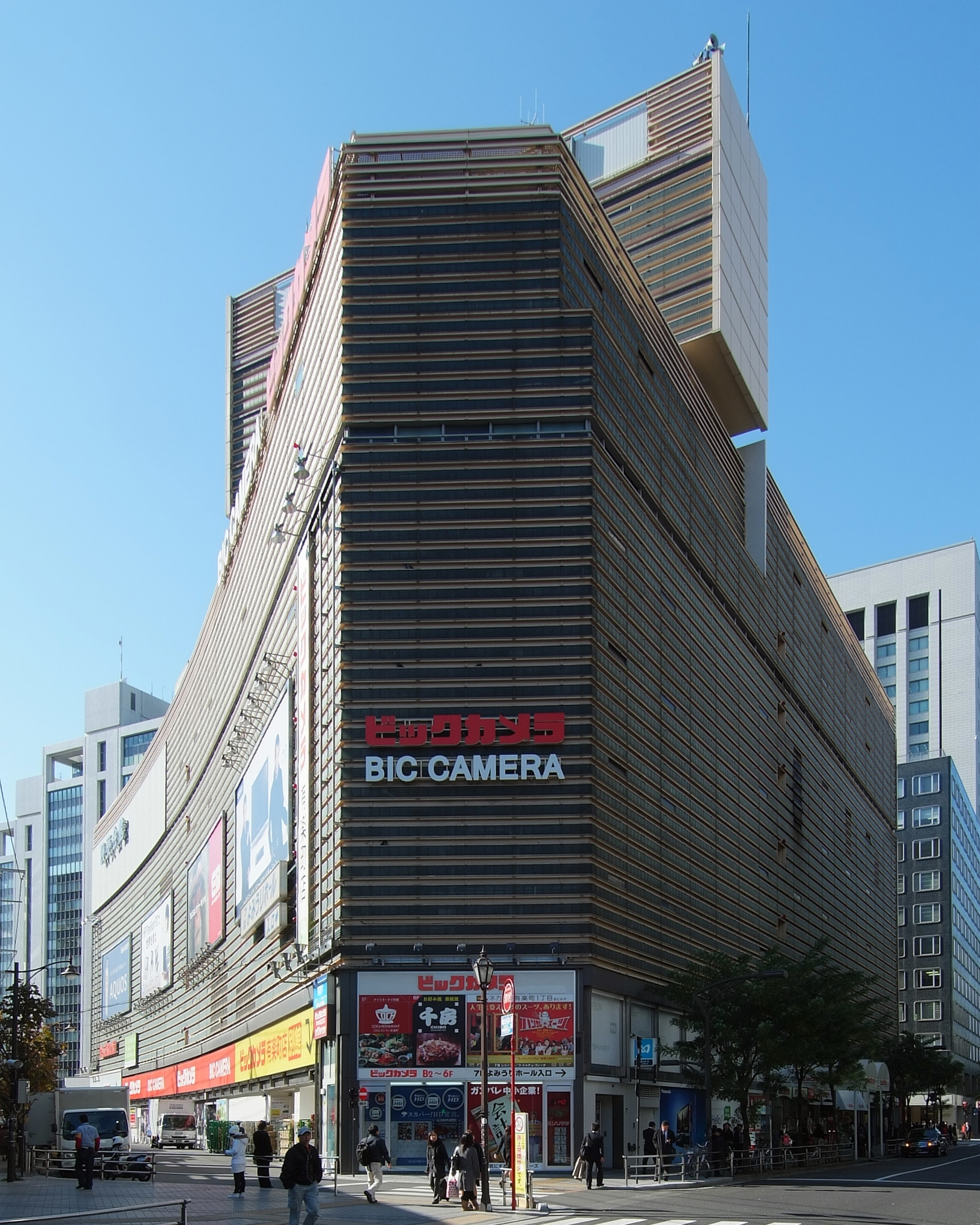
Yomiuri-Halle, 1957
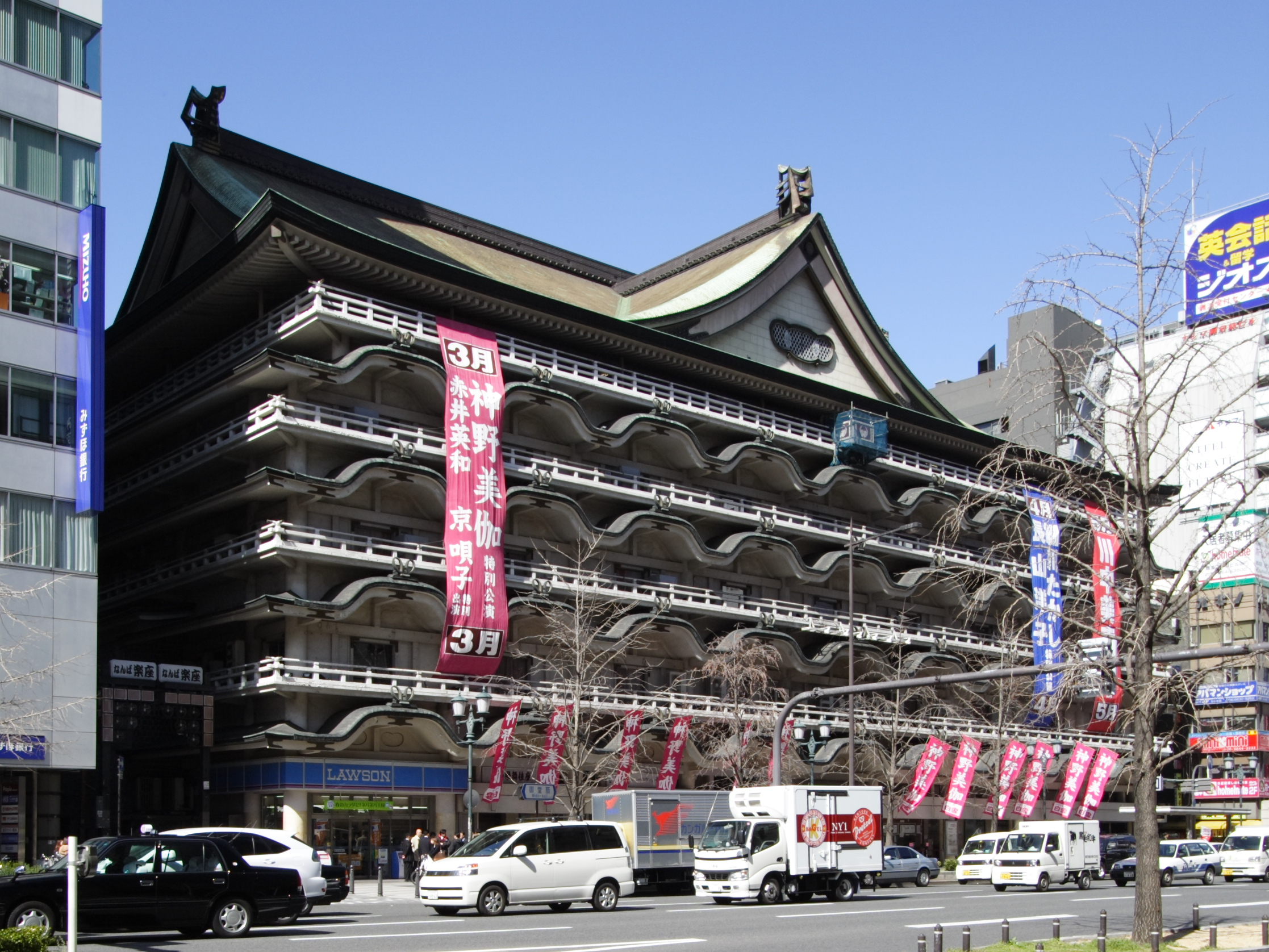
Kabuki-Theater Osaka, 1958
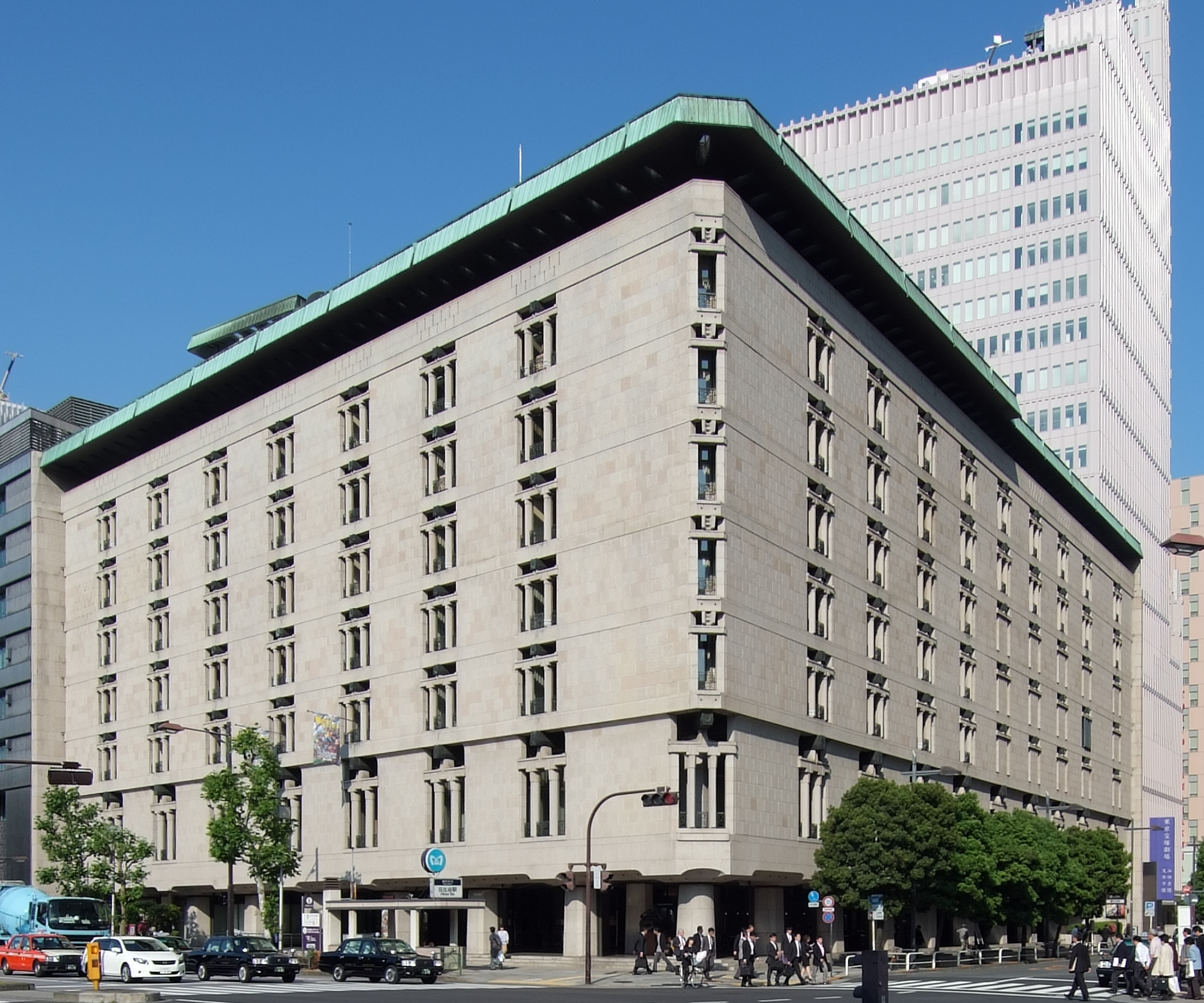
Nissay-Theater, 1959
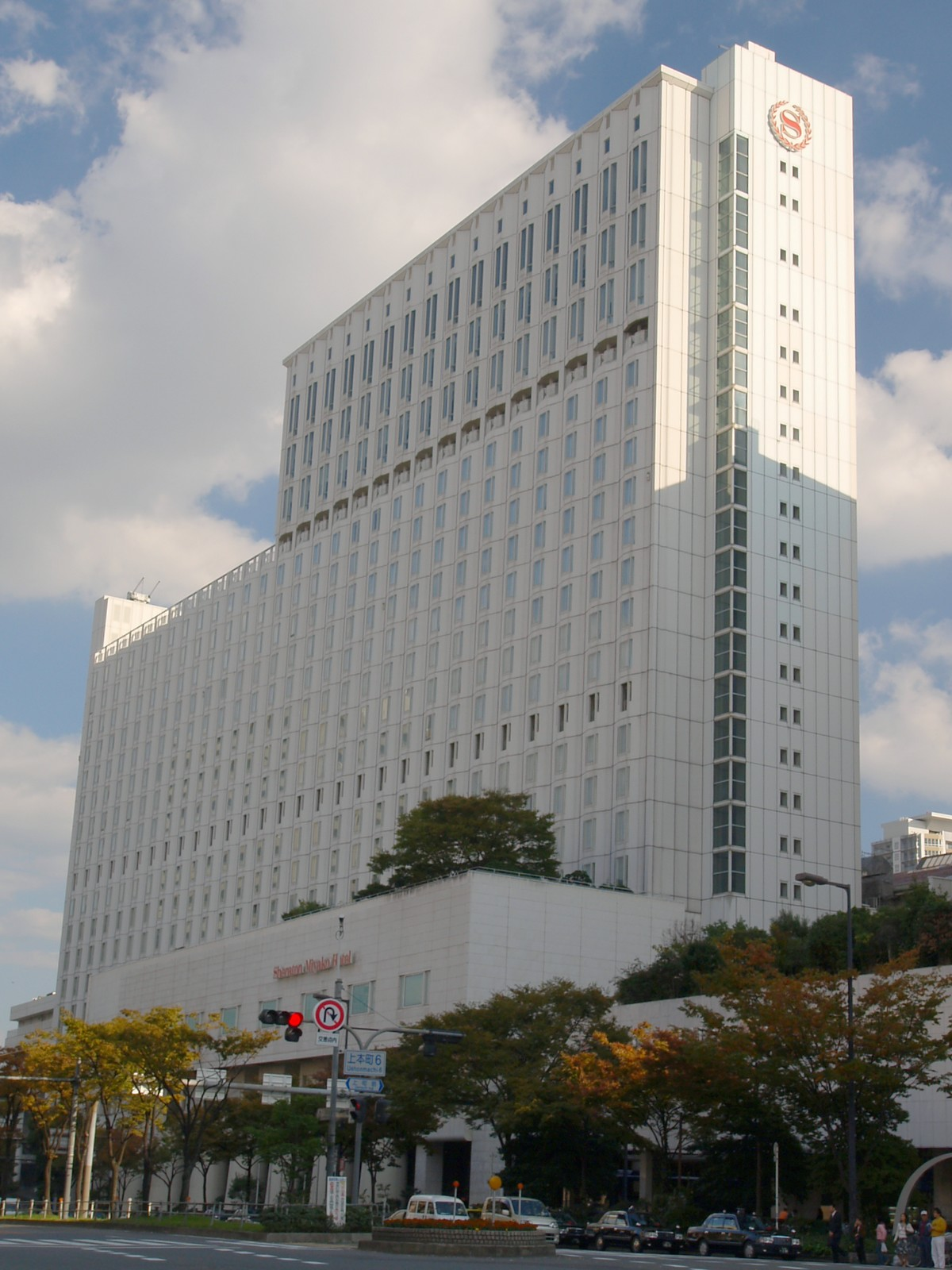
Miyako Hotel, Osaka, 1985
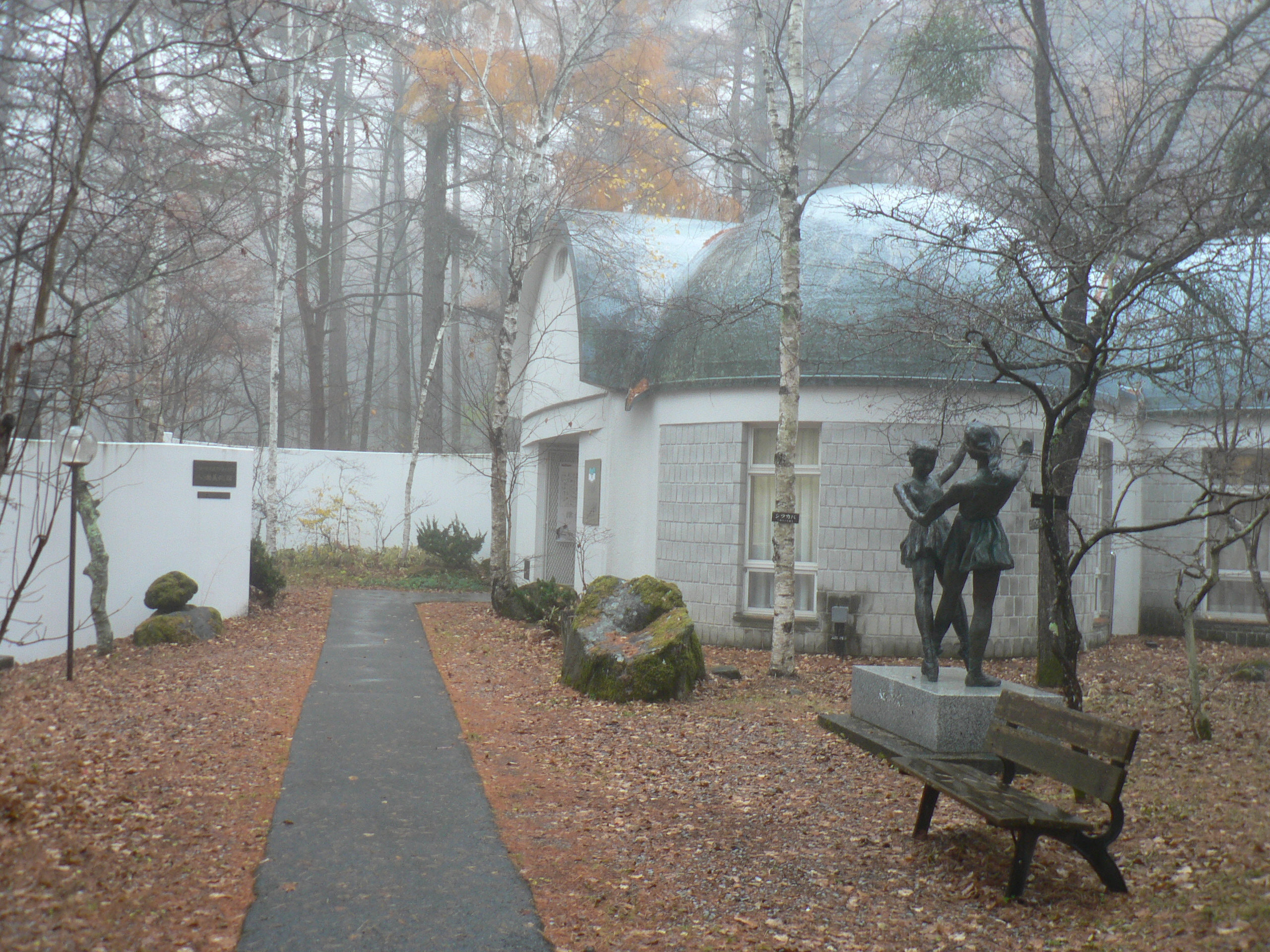
Yatsugatake Kunst-Museum, Hara, Nagano, 1979